# Ibraguim Samádov
Ibraguim Bérkmanovich Samádov –en ruso, Ибрагим Беркманович Самадов– (Pervomayskaya, URSS, 18 de julio de 1968) es un deportista ruso de origen checheno que compitió para la Unión Soviética en halterofilia.
Participó en los Juegos Olímpicos de Barcelona 1992, obteniendo una medalla de bronce en la categoría de 82,5 kg; medalla que perdió al ser descalificado por el COI, ya que en la ceremonia de premiación él se rehúso a recibirla.
Ganó una medalla de oro en el Campeonato Mundial de Halterofilia de 1991 y una medalla de oro en el Campeonato Europeo de Halterofilia de 1992, ambas en la categoría de 82,5 kg.

## Palmarés internacional
| Representando a la URSS           |                           |                |           |
| Campeonato Mundial                |                           |                |           |
| Año                               | Lugar                     | Medalla        | Categoría |
| 1991                              | Donaueschingen (Alemania) | Medalla de oro | 82,5 kg   |
| Representando al Equipo Unificado |                           |                |           |
| Juegos Olímpicos                  |                           |                |           |
| Año                               | Lugar                     | Medalla        | Categoría |
| 1992                              | Barcelona (España)        | DSC            | 82,5 kg   |
| Representando a la CEI            |                           |                |           |
| Campeonato Europeo                |                           |                |           |
| Año                               | Lugar                     | Medalla        | Categoría |
| 1992                              | Szekszárd (Hungría)       | Medalla de oro | 82,5 kg   |